# تخطيط تأشيري

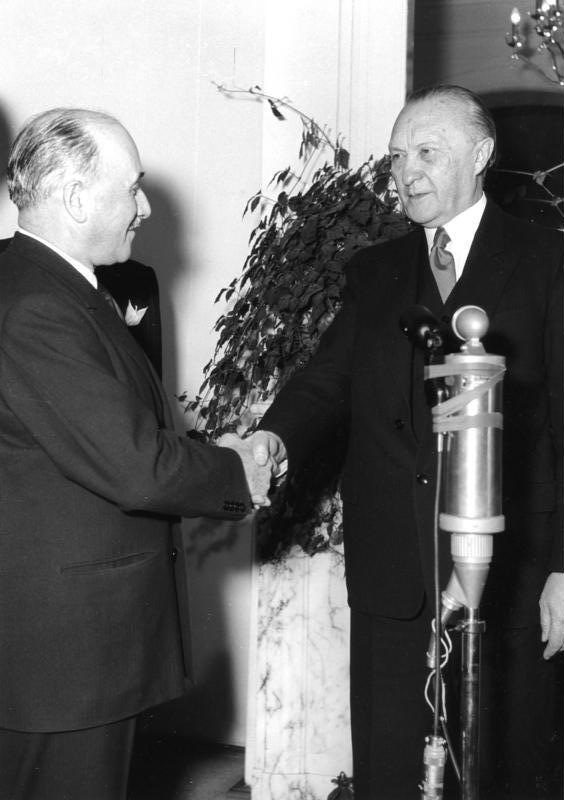

التخطيط التأشيري أو الإرشادي أو التخطيط المبني على مؤشرات هو شكل من أشكال التخطيط الاقتصادي الذي تنفذه الدولة في محاولة لحل مشكلة المعلومات المنقوصة في اقتصادات السوق عن طريق تنسيق الاستثمار الخاص والعام من خلال التنبؤات وأهداف الناتج. تهدف الخطط الناتجة إلى توفير معلومات قيمة اقتصاديًا باعتبارها منفعة عامة لا تستطيع السوق بحد ذاتها نشرها، أو حيثما لا توجد أسواق أمامية. غير أن التخطيط التأشيري لا يأخذ في الاعتبار سوى حالة ارتياب السوق المحلية، ويخطط الاقتصاد وفقًا لذلك، ولا ينظر إلى الارتياب الخارجي مثل التكنولوجيا والتجارة الخارجية وما إلى ذلك. تعمل الخطط التأشيرية على تكميل السوق وتعزيزه، بدلًا من الاستعاضة عن آلية السوق، وبالتالي يتم تبنيها في اقتصادات قائمة على السوق ومختلطة، وكانت تمارَس على نطاق واسع في فرنسا واليابان قبل ثمانينيات القرن العشرين. عند استخدام التخطيط التأشيري، تستخدم الدولة «النفوذ والإعانات والمنح والضرائب للتأثير على الاقتصاد، ولكنها لا تفرض ذلك». يختلف التخطيط التأشيري مع التخطيط التوجيهي أو الإلزامي حيث تحدد الدولة (أو وحدة اقتصادية أخرى) الحصص ومتطلبات الناتج الإلزامية. كثيراً ما يشار إلى التخطيط عن طريق الحث على أنه تخطيط تأشيري.

## الصعيد العملي
يمثل التخطيط التأشيري معلومات منسقة توجه اختيارات الكيانات الحكومية والخاصة المنفصلة في اقتصاد السوق أو الاقتصاد المختلط.

### فرنسا
نشأ التخطيط التأشيري في فرنسا بعد الحرب العالمية الثانية من قبل شارل ديغول في عام 1946 بهدف تعزيز الاقتصاد الفرنسي والتعويض عن مطالب الاشتراكيين والشيوعيين الذي دعوا إلى الملكية الاجتماعية لوسائل الإنتاج و/أو تخطيط القيادة الستالينية. كان التخطيط التأشيري أحد جوانب نظام التوجيهية الذي استمر حتى ثمانينيات القرن العشرين. قامت بالتخطيط التأشيري اللجنة العامة للتخطيط. يتمثل المفهوم الأساسي للتخطيط التأشيري في التحديد المبكر للإفراط في العرض والاختناقات والنقص حتى يمكن تعديل سلوك الاستثمار الحكومي في الوقت المناسب للحد من حدوث اختلال في توازن السوق، بحيث يكون الهدف وجود اقتصاد منسق. اشتملت أدوات السياسة المستخدمة على إعانات التصدير، وتمويل البحث والتطوير، والإعفاءات الضريبية، والإقراض التفضيلي من قبل البنوك المملوكة للدولة، وسياسة مكافحة احتكار مخففة. انتهى دور التخطيط التأشيري في الاقتصاد الفرنسي في أواخر ثمانينيات القرن العشرين، مع استعداد فرنسا للانضمام إلى الاتحاد الأوروبي، بعد أن فقدت لجنة التخطيط استقلالها الاقتصادي الوطني، وضغط المفوضية الأوروبية على فرنسا لزيادة خصخصة مؤسساتها المملوكة للدولة والاندماج في السوق الأوروبية المشتركة.

### جمهورية الصين الشعبية
منذ الإصلاحات الاقتصادية في الصين عام 1978، قلصت الدولة دورها في توجيه النشاط الاقتصادي بدلًا من إدارته من خلال خطط توجيهية. بحلول أوائل القرن الحادي والعشرين، حدت الحكومة الصينية من دور التخطيط الإلزامي الموجه إلى السلع ذات الأهمية الوطنية والبناء الضخم، في حين زادت من نطاق التخطيط التأشيري وقوى السوق في جميع قطاعات الاقتصاد الأخرى. يقوم اقتصاد السوق الاشتراكي الصيني الحالي إلى حد كبير على قوى السوق للسلع الاستهلاكية والتخطيط التأشيري للصناعة الثقيلة في القطاع العام.

### اتحاد الجمهوريات الاشتراكية السوفيتية
استخدم الاتحاد السوفيتي خططًا تأشيرية لاقتصاده الذي تديره الدولة حتى عام 1928، وقبل أن تُدمج في التخطيط الإلزامي في إطار المجلس الأعلى للاقتصاد الوطني، ثم ضمن لجنة غوسلان. حاول الإصلاح الاقتصادي السوفيتي في عام 1965 تحت قيادة أليكسي كوسيغين تقديم نوع من التخطيط التأشيري في الاتحاد السوفيتي.

### اليابان
مارست الحكومة اليابانية التخطيط التأشيري من خلال وكالة التخطيط الاقتصادي اليابانية.